# Quinto Aulio Cerretano
Quinto Aulio Cerretano (... – Saticola, 315 a.C.) è stato un politico romano.

## Biografia
Fu eletto console nel 323 a.C. con Gaio Sulpicio Longo, al secondo consolato. A Sulpicio toccò la campagna contro i Sanniti, che rientrati nelle loro città, avevano defezionato il trattato appena firmato con i romani, mentre a Quinto toccò la campagna contro gli Apuli. In entrambi i casi, i romani devastarono i territori dei nemici, senza però riuscire ad arrivare ad uno scontro in campo aperto.
Fu eletto console nel 319 a.C., con il collega Lucio Papirio Cursore. Con la vittoria in un'unica battaglia, Aulio pose fine alla guerra coi Ferentani, dove erando andati a rifugiarsi gli sbandati sanniti, dopo la sconfitta di Luceria.
Nel 315 a.C. fu nominato magister equitum dal dittatore Quinto Fabio Massimo Rulliano. Secondo la versione riporta da Livio, sarebbe morto in uno scontro con i cavalieri sanniti, sotto le mura di Saticola.
(Tito Livio, Ab Urbe condita, IX, 22)
Livio però riporta che secondo alcuni annali Quinto Aulio fu ucciso nella battaglia di Lautulae, successiva alla scontro sotto le mura di Saticola.